# Passe (psychanalyse)
Pour les articles homonymes, voir Passe.
La passe a été introduite par Lacan, au sein de l'École Freudienne de Paris, dans la "Proposition du 9 octobre 1967 sur le psychanalyste de l'École". Elle vise à répondre à la question: quelle est la conclusion d'une psychanalyse? et elle cherche à recueillir un savoir sur le devenir psychanalyste. "Cette ombre épaisse à recouvrir le raccord dont ici je m'occupe, écrit Lacan, celui où le psychanalysant passe au psychanalyste, voilà ce que notre École peut s'attacher à dissiper. Je n'en suis pas plus loin que vous dans cette œuvre qui ne peut être menée seul, puisque la psychanalyse en fait l'accès". Lacan précise plus tard qu'il a conçu la passe comme "la mise en place d'une enquête", cherchant à savoir "comment quelqu'un, après une expérience analytique, pouvait-il se mettre en situation d'être analyste?". 
Le terme passe possède deux acceptions. Il désigne d'abord une procédure. Un analyste en formation, dit le passant, y témoigne auprès de deux collègues, nommés passeurs, de ce qui l'a conduit à s'autoriser psychanalyste. Les passeurs rapportent le témoignage, tel qu'ils l'ont entendu, à un jury d'agrément. Si celui-ci considère que le passant a contribué à l'enquête en apportant un savoir sur le passage du psychanalysant au psychanalyste, il est nommé AE, analyste de l'École. Toutefois, la passe désigne aussi un moment dans la cure analytique, plus ou moins apparenté à sa terminaison, lors duquel se manifeste le désir de l'analyste. En 1964 Lacan le corrèle à une chute des identifications qui permet l'avènement de ce dernier. "Le désir de l'analyste, précise-t-il, n'est pas un désir pur. C'est un désir d'obtenir la différence absolue, celle qui intervient quand, confronté au signifiant primordial, le sujet vient pour la première fois en position de s'y assujettir".

## Présentation
La méthode proposée cherchait à éclairer le passage au psychanalyste. Elle ouvre sur une nouvelle forme de lien transférentiel, cette fois avec l'École et la cause psychanalytique.  
La proposition de Lacan fut adoptée avec enthousiasme par certains psychanalystes; mais elle fut rejetée par d'autres. 
Piera Aulagnier fut la plus virulente opposante à cette idée et dénonça un risque de hiérarchisation potentiellement au service d'une hégémonie du discours lacanien au sein de l'École freudienne de Paris. Le conflit entre eux alla jusqu'à la création d'un nouveau groupe, l'organisation psychanalytique de langue française, nommé quatrième groupe.
Lacan constata un échec des résultats de la passe, mais il ne renonça pas à sa proposition.
Depuis, ce dispositif a été mis en place dans les écoles membres de l'Association mondiale de psychanalyse, ainsi que dans d'autres mouvements se référant à l'enseignement de Lacan.
Au sein de l'École de la Cause Freudienne, la procédure a connu quelques modifications. Ce n'est plus un jury d'agrément qui statue, mais un cartel de la passe, constitué de cinq personnes renouvelables. La nomination au titre d'AE n'est plus définitive, elle ne vaut que pour trois années, afin d'éviter des effets d'infatuation. Le passant est invité à faire part publiquement de son témoignage.